# تور دوچرخه‌سواری کلاسیک لندن–ساری
تور دوچرخه‌سواری کلاسیک لندن–ساری (انگلیسی: London–Surrey Classic) یک تور دوچرخه‌سواری جاده یک روزه در انگلستان است.
این تور که از سال ۲۰۱۱ برگزار می‌شود از شهر لندن شروع و پس از عبور از مناطق محافظت شده ساری هیلز در همین لندن پس از ۱۹۳ کیلومتر به پایان می‌رسد.